# الكبار (فلم)
الكبار هو فيلم دراما مصري صدر عام 2010، تأليف بشير الديك، وإخراج محمد جمال العدل، ومن بطولة عمرو سعد، وزينة، وخالد الصاوي، ومحمود عبد المغني. تدور أحداث الفيلم حول كمال، وهو وكيل نيابة، يتسبب في إعدام شاب بريء عن طريق الخطأ، ويترك وظيفته بسبب الشعور بالذنب. في يوم من الأيام، يطلب رجل أعمال فاسد من كمال العمل لديه مما يقلب حياته رأسًا على عقب.

## القصة
كمال الطوخي وكيل نيابة، كان والده من كبار المحامين في البلاد، في بداية حياته المهنية كُلف كمال بالتحقيق في جريمة إغتصاب وقتل المتهم الرئيسي فيها هو الشاب البسيط محمود الدهشوري، لكن كمال كان مدفوعًا برغبته الشديدة في إثبات الذات خلال هذا التحقيق، الأمر الذي جعله يغفل عن أشياء منطقية، لايمكن أن يغفل عنها، لو كان ينظر للأمر بإحترافية، وقد أدى ذلك لحصول الدهشوري على حكم بالإعدام، وفي يوم التنفيذ، اعترف القاتل الحقيقي بجريمته، ولم يسعف كمال الوقت لإنقاذ رقبة البريء من حبل المشنقة، مما أصابه بحالة شديدة من الندم أدت به إلى إكتئاب شديد، وأثناء ذلك اكتشف أن الشاب محمود كان هو الأمل الوحيد لشقيقته الكبرى هبة ووالدته الكفيفة، فتضاعف ندمه وحاول كمال التخفيف عن المصابتين، والاعتذار لهن، ولكنهن لم تتقبلا منه أي كلمة رثاء، ما دفع كمال للاستعانة بصديق طفولته الرائد علي لتقديم خدمات مساعدة لهبة وأمها، ورغم ذلك ظل شبح الشاب محمود يطارد كمال فى يقظته ومنامه، حتى اضطر لترك النيابة والعمل بالمحاماة للدفاع عن المظلومين، وفي أول قضية تولاها، خسرها بسبب تحكم الكبار بنفوذهم، فقد تسببت رعونة شاب إبن أحد الكبار، في مصرع الطفل كريم تحت عجلات سيارته، وقد كان كريم الإبن الوحيد لوالديه، ورغم أن القضية واضحة ومضمونة، إلا أنه قد تم شراء ذمم الشهود بالمال أو التهديد، وتغيرت محاضر الشرطة، وتم تهديد الأب والأم لتغيير أقوالهما، لينتهى الأمر ببراءة الجاني، مما زاد من إحباط كمال، الذي لجأ للخمر وسيلة للهروب، وباع أثاث منزله، وفشل صديقه الرائد علي في إعادته لصوابه، حتى أنه اضطر لاعتقاله وحبسه ليلة فى سجن القسم، واصطدم كمال بصديقه علي وقاطعه، وأثناء حالة اليأس والتيه التي كان يعيشها كمال، يظهر في حياته فجأة رجل أعمال يدعى الحاج، والذي يجره إلى عالم الكبار، ويجعله يعمل في شركته القائمة على الفساد، فيحاول الرائد علي رغم ما صدر عن صديقه كمال من صِدام ومقاطعة، أن يثنيه عن الذهاب في تلك الطريق، وعندما فشل في إعادة صديقه لطريق الصواب، إنضم علي لمباحث الأموال العامة، وجمع تحرياته عن صاحب مؤسسة الحاج، ليتأكد أنه كان بالأصل بلطجي ببورسعيد، وغير اسمه ليتخلص من صحيفة سوابقه، وأنه يعمل على جلب النفايات الذرية وأدوات ملوثة بالإشعاع من الخارج ودفنها في مصر، وأظهر علي الحقيقة لكمال لكنه لم يكترث لكلامه خاصة مع إفلات الحاج من كمين كان قد أعده علي ليقبض عليه بشحنة من تلك المواد، من جهة أخرى تطورت العلاقة بين كمال وهبة واعترف لها بحبه وطلب منها الزواج، ورغم حبها أيضًا له لم تقبل الزواج منه وهو جزء من تلك المؤسسة الفاسدة ولم يعد كمال الذي ينصر الفقراء كما عرفته، فيقرر كمال أن يغير من نفسه وأن يكشف فساد كل الكبار، لكن الحاج علم بما كان يسعى له كمال فواجهه أمام جمع من الكبار، ثم طرده من نعيم الانتماء للكبار، فقام كمال بإطلاق النار على الحاج، ليرتاح قلبه دون حساب للنتائج.

## طاقم التمثيل
- عمرو سعد بدور كمال الطوخي
- زينة بدور هبة الدهشوري
- خالد الصاوي بدور الحاج
- محمود عبد المغني بدور علي عبد المنعم
- صفاء الطوخي بدور والدة هبة ومحمود
- سامي العدل بدور فؤاد القليوبي
- عبلة كامل بدور والدة علي
- شعبان حسين بدور والد كريم
- نادية العراقية بدور والدة كريم
- محمد يسرى بدور محمود الدهشوري
- محمد مرشد بدور منير
- رانيا ملاح بدور جيهان السكرتيرة

## روابط خارجية
- مقالات تستعمل روابط فنية بلا صلة مع ويكي بيانات